# 勒武韋克

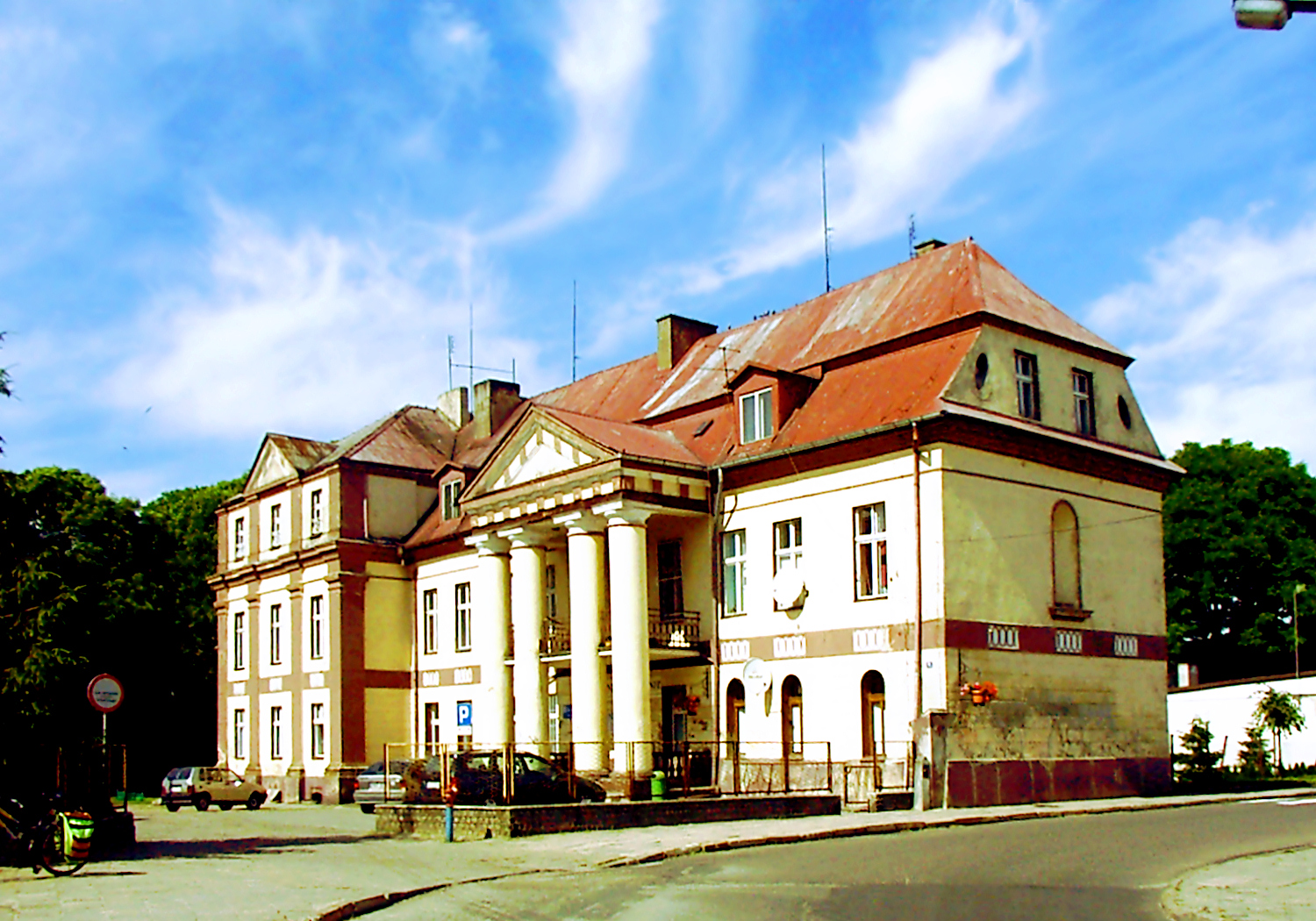

勒武韋克（德語：Neustadt bei Pinne）是波蘭的城鎮，位於該國西部，由大波蘭省負責管轄，面積3.15平方公里，海拔高度100米，人類在該地區聚居的歷史可追溯至公元前200年，2006年人口2,909。
52°27′00″N 16°11′00″E / 52.45000°N 16.18333°E